# امقرارة (لودر)

تعديل مصدري - تعديل

امقرارة هي إحدى قرى عزلة زارة بمديرية لودر التابعة لمحافظة أبين، بلغ تعداد سكانها 52 نسمة حسب تعداد اليمن لعام 2004.